# Delaware State Hornets
Delaware State Hornets (español: los avispones de la Estatal de Delaware) es el nombre de los equipos deportivos de la Universidad Estatal de Delaware, situada en Dover, Delaware. Los equipos de los Hornets participan en las competiciones universitarias organizadas por la NCAA, y forman parte de la Mid-Eastern Athletic Conference, salvo en fútbol femenino, donde compiten de manera independiente; golf femenino, en la Southland Conference; lacrosse femenino, en la ASUN Conference; y equitación, en la National Collegiate Equestrian Association.

## Programa deportivo
Los Hornets compiten en 6 deportes masculinos y en 12 femeninos:
| - Masculino - Baloncesto - Béisbol - Atletismo al aire libre - Atletismo cubierta - Cross - Fútbol americano | - Femenino - Cross - Baloncesto - Bowling - Sóftbol - Voleibol - Atletismo al aire libre - Atletismo cubierta - Tenis - Equitación - Lacrosse - Golf |

## Instalaciones deportivas
- Memorial Hall es el pabellón donde disputan sus partidos los equipos de baloncesto y voleibol. Fue inaugurado en 1982 y tiene una capacidad para 3.000 espectadores.[1]
- Alumni Stadium es el estadio donde disputan sus encuentros el equipo de fútbol americano. Fue inaugurado en 1957 y tiene una capacidad para 7.193 espectadores.[2]